# Mutesa II de Buganda
Edward Frederick William David Walugembe Mutebi Luwangula Mutesa ou Mutesa II (Buganda, 19 de novembro de 1924 - Londres, 21 de novembro de 1969) foi rei da região de Buganda e primeiro presidente da República de Uganda entre 1963 e 1966.
Mutesa II liderou o movimento do povo ganda para independência de Buganda como uma monarquia constitucional. Era apelidado pelos britânicos como King Freddie.

## Biografia
Mutesa nasceu na casa de Albert Ruskin Cook em Makindye, Kampala, o quinto filho do Cabaca Daudi Cwa II. A mãe de Mutesa era Lady Irene Drusilla Namaganda, do clã Nte. Ele foi educado no King's College Budo, uma escola de prestígio em Uganda.
Após a morte de seu pai em 22 de novembro de 1939, ele foi eleito Cabaca pelo Lukiiko (parlamento) aos 15 anos e foi instalado fora do Lubiri (palácio) em Mengo em 25 de novembro de 1939. Depois disso, ele reinou sob um Conselho de Regentes até atingir a maioridade e assumir plenos poderes. Ele foi para a Inglaterra para completar sua educação no Magdalene College, Cambridge, onde se juntou ao Corpo de Treinamento de Oficiais da Universidade e foi posteriormente comissionado como capitão da Guarda Granadeiro. Ele ascendeu na hierarquia até se tornar Major-General. Era o único oficial negro dos Granadeiros. Também foi nomeado Cavaleiro Comandante da Ordem do Império Britânico.
Na "crise de Kabaka" de 1953, quando a perda da posição privilegiada do reino de Buganda dentro do protetorado britânico de Uganda parecia iminente, ele teve que assumir uma posição inflexível em reuniões com o governador de Uganda ou alienar completamente muitos de seus súditos cada vez mais desconfiados e antibritânicos. Suas principais demandas eram a separação de Buganda do resto de Uganda e uma promessa de independência. Quando ele se recusou a comunicar recomendações formais britânicas ao seu Lukiko, ele foi preso e deportado.
Mutesa retornou a Uganda em 1955 e recuperou o trono. Em 1962, Uganda conseguiu a independência do Reino Unido com Milton Obote como primeiro-ministro e Walter Coutts como governador-geral. Uganda saiu da Comunidade Britânica de Nações e substituiu o cargo de governador-geral para presidente.[carece de fontes?]
Obote e o UPC chegaram a um acordo com Mutesa para apoiar a sua eleição à Presidência do Uganda. Numa sessão do Parlamento, em 4 de outubro de 1963, Mutesa foi eleito Presidente por voto secreto, com o apoio de mais de dois terços dos membros.
Mutesa atuou como presidente constitucional com poderes meramente simbólicos. Mesmo assim, continuou acordando com Obote acerca do futuro de Buganda. Em 1966, Obote suspendeu a constituição e proclamou-se como novo presidente, exilando Mutesa II no Reino Unido. Obote aboliu todos os reinos subnacionais de Uganda, incluindo Buganda.
Durante o exílio, Mutesa escreveu uma autobiografia, A Profanação do Meu Reino.

## Morte
Mutesa II morreu vítima de intoxicação alcoólica, em sua residência de exílio em Londres, cedida a ele no bairro Rotherhithe. Qualificado como suicídio pela polícia britânica, sua morte foi vista como um assassinato por agentes de Obote, que haviam o obrigado a beber grandes quantidades de vodka. Mutesa havia dado uma entrevista ao jornalista britânico John Simpson, que declarou que no momento da entrevista Mutesa estava sóbrio e de bom humor, o que aumenta as suspeitas de assassinato político.[carece de fontes?]
Ele morreu sem dinheiro; o pequeno fundo criado por amigos para sua manutenção não durou muito e depois disso ele precisou recorrer aos benefícios de desemprego do Governo de Sua Majestade. Muteesa dependia da gentileza de seus amigos para pagar as mensalidades escolares de seus filhos. O emprego no exército, onde era tenente-coronel da Guarda Granadeiro, foi recusado ou frustrado pelo governo britânico. Sua pensão do fundo de contingência civil não foi paga. No fim das contas, o Governo Real Britânico optou por abandonar Muteesa e apoiar Obote. Assim, aceitou Muteesa como cidadão comum e não como refugiado político.
Depois que o corpo de Mutesa foi embalsamado, ele foi provisoriamente enterrado no Cemitério Kensal Green. Seu corpo foi repatriado de volta para Uganda em março de 1971, após a queda de Obote, e recebeu um funeral de estado em Kasubi Nabulagala. O presidente que ordenou o funeral de estado foi Idi Amin, que como comandante do exército liderou o ataque ao palácio de Mutesa em 1966.
Mutesa casou-se com Lady Damali em 1948 e teve muitos filhos com ela e outras mulheres. Seu filho Ronald Muwenda Mutebi II apenas o sucedeu como Cabaca em 1994.